# Inocybe aeruginascens
Inocybe aeruginascens (M.Babos) è un fungo appartenente alla famiglia Inocybaceae, molto diffuso in Europa. Catalogato per la prima volta nel 1965 in Ungheria da J.Ferencz nei pressi di Budapest in piantagioni di pioppo.

## Distribuzione e habitat
È ampiamente distribuito in aree temperate dell'Europa centrale e nell'America settentrionale occidentale. 
Cresce in terreni sabbiosi umidi, in simbiosi micorrizica con pioppi, tigli, querce e salici, principalmente in maggio e giugno.

## Descrizione
I funghi del genere Inocybe sono specie micorizzche.
cappello: 2-5cm di diametro, conico ottuso con umbone dai toni ocra giallastro, bruno ocraceo anche ferruginoso, finemente feltrato al disco più evidente verso il margine, fibrilloso-rimoso, spesso con sfumature bruno olivastre al centro.
Lamelle: inizialmente grigio pallido, poi ocra olivastre fino a bruno tabacco.
Gambo: da 3-7cm da bianco ad ocraceo con vaghi riflessi verdognoli, che al tocco viravano al blu verdastro, i giovani esemplari si presentavano alla base con toni bluastri.
Carne: biancastra virando al verde bluastro che scompare all'essiccazione.
odore: quasi nullo, spore di stampa brunastra.
Dal puto di vista della microscopia si tratta di una leiospora con spore che misurano 8,3-9,6 x 4,6-5,5 µm, con un Q di 1,6-1,9.

## Commestibilità e biochimica
Nel 1983 questo fungo attrasse l'attenzione dei medici e dei biochimici dopo che vennero registrate intossicazioni a carattere psicotropo in Germania. Successive ricerche hanno poi confermato la presenza di psilocibina (0,01-0,1%) nei corpi fruttiferi del fungo. Altre ricerche hanno confermato la presenza di baeocistina, triptofano, psilocina. Un alcaloide, triptamminico precedentemente sconosciuto, venne chiamato aeruginascina dopo essere stato scoperto in questa specie di fungo.
Provoca sindrome psilocibinica a breve incubazione; i sintomi si presentano da 30 fino a 90 minuti dopo il consumo.